# Ivan Koloff
Ivan Koloff, echte naam Oreall Perras en bijgenaamd The Russian Bear (Montreal, 25 augustus 1942 – Winterville, 18 februari 2017), was een Canadees professioneel worstelaar.

## In worstelen
- Afwerking en kenmerkende bewegingen
  - Bear hug
  - Russian Sickle (Jumping lariat)
  - Cobra clutch
  - Backbreaker
  - Diving knee drop

- Managers
  - Bert Prentice
  - Freddie Blassie
  - Gary Hart
  - Gene Anderson
  - Johnny Valiant
  - Karl Kovac
  - Kevin Case
  - Lou Albano
  - Oliver Humperdink
  - Paul Jones
  - The Saint
  - Tony Angelo

- Worstelaars managed
  - Kid Kash
  - Nikita Koloff

## Erelijst
- Championship Wrestling van Florida
  - NWA Florida Tag Team Championship (5 keer; 1x met Pat Patterson, 3x met Masa Saito en 1x met Nikolai Volkoff)
  - NWA Southern Heavyweight Championship (1 keer)

- Georgia Championship Wrestling
  - NWA Georgia Tag Team Championship (7 keer; 5x met Ole Anderson en 2x met Alexis Smirnoff)

- Maple Leaf Wrestling
  - NWA Canadian Heavyweight Championship (1 keer)

- Mid-Atlantic Championship Wrestling / Jim Crockett Promotions
  - NWA Mid-Atlantic Heavyweight Championship (4 keer)
  - NWA Mid-Atlantic Tag Team Championship (1 keer met Don Kernodle)
  - NWA Mid-Atlantic Television Championship (2 keer)
  - NWA Television Championship (3 keer)
  - NWA United States Tag Team Championship (2 keer; 1x met Krusher Khruschev en 1x met Dick Murdoch)
  - NWA World Six-Man Tag Team Championship (2 keer; 1x met Nikita Koloff & Krusher Khruschev en 1x met The Barbarian & The Warlord)
  - NWA World Tag Team Championship (4 keer; 1x met Nikita Koloff, 1x met Nikita Koloff en Krusher Khruschev, 1x met Ray Stevens en 1x met Don Kernodle)

- NWA Charlotte
  - NWA Charlotte Legends Championship (1 keer)

- World Wide Wrestling Federation
  - WWWF World Heavyweight Championship (1 keer)

- World Wrestling Association
  - WWA World Heavyweight Championship (1 keer)

- World Wrestling Council
  - WWC Puerto Rico Heavyweight Championship (1 keer)

- Andere titels
  - ACW Tag Team Championship (1 keer met Vladimir Koloff)
  - CREW Heavyweight Championship (1 keer)
  - Great Lakes Heavyweight Championship (1 keer)
  - IWA Tag Team Championship (1 keer met "Mad Dog" Maurice Vachon)
  - IWA (Montreal) International Heavyweight Championship (1 keer)
  - VWA Heavyweight Championship (1 keer)